# Complejo Anopheles gambiae

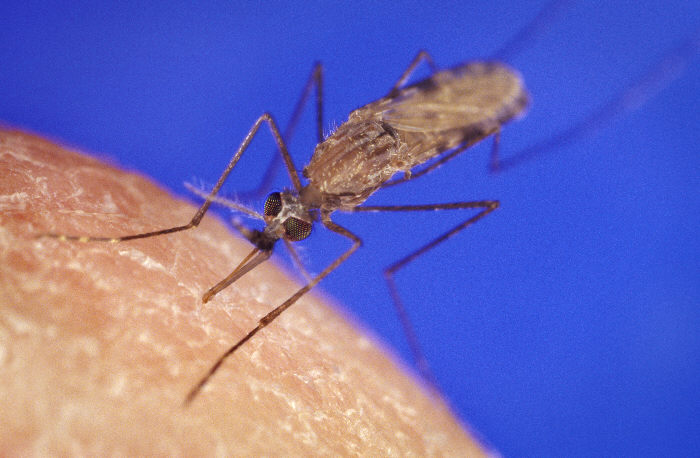
Anopheles gambiae

Se denomina Complejo Anopheles gambiae a un complejo de especies que engloba 6 especies de mosquitos culícidos, morfológicamente indistinguibles y pertenecientes al género Anopheles, y que tiene a los más importantes vectores de la malaria en la zona subsahariana de África, y los más eficientes vectores de la malaria del mundo. Este complejo de especie consiste en:
- Anopheles arabiensis
- Anopheles bwambae
- Anopheles merus
- Anopheles melas
- Anopheles quadriannulatus
- Anopheles gambiae sensu stricto.

Las diferentes especies del complejo de Anopheles gambiae no pueden distinguirse unas de otras por sus características anatómicas; no obstante, exhiben diferentes características ecológicas y distribuciones geográficas que permiten su separación. Por ejemplo, An. merus y An. melas están asociados con criaderos de agua salada en las costas este y oeste de África. Otro ejemplo, Anopheles quadriannulatus, es "generalmente" considerado como zoófilo, (toma sangre de animales como alimento), mientras Anopheles gambiae sensu stricto es "generalmente" antropófilo. La identificación de las especies usando métodos moleculares de Scott et al. (1993) puede tener importantes consecuencias en las medidas de control.  